# Сен-Дизье-ле-Домен
Сен-Дизье́-ле-Доме́н (фр. Saint-Dizier-les-Domaines) — коммуна во Франции, находится в регионе Лимузен. Департамент коммуны — Крёз. Входит в состав кантона Шатлю-Мальвале. Округ коммуны — Гере.
Код INSEE коммуны — 23188.

## Население
Население коммуны на 2010 год составляло 187 человек.
| 1962 | 1968 | 1975 | 1982 | 1990 | 1999 | 2010 |
| ---- | ---- | ---- | ---- | ---- | ---- | ---- |
| 383  | 325  | 297  | 242  | 215  | 199  | 187  |

## Экономика
В 2010 году среди 103 человек трудоспособного возраста (15—64 лет) 70 были экономически активными, 33 — неактивными (показатель активности — 68,0 %, в 1999 году было 67,0 %). Из 70 активных жителей работали 66 человек (35 мужчин и 31 женщина), безработных было 4 (2 мужчин и 2 женщины). Среди 33 неактивных 3 человека были учениками или студентами, 21 — пенсионерами, 9 были неактивными по другим причинам.